# Martyna Galant
Martyna Galant (née le 26 janvier 1995) est une athlète polonaise, spécialiste des courses de demi-fond.

## Biographie
En 2017 elle gagne médaille d’or des championnats de Pologne en salle sur 800 m (2:03,51). Dans la même année, elle gagne médaille de bronze des championnats d'Europe espoirs sur 1 500 m (4:17,91).
Elle est étudiante de université des sciences de la vie de Poznań.

### Palmarès
| Date | Compétition                   | Lieu      | Résultat | Epreuve   | Temps         |
| ---- | ----------------------------- | --------- | -------- | --------- | ------------- |
| 2017 | Relais mondiaux de l'IAAF     | Nassau    | 4e       | 4 × 800 m | 8 min 24 s 71 |
| 2017 | Championnats d'Europe espoirs | Bydgoszcz | 3e       | 1 500 m   | 4 min 17 s 91 |

### Records
| Épreuve             | Performance | Lieu      | Date            |
| ------------------- | ----------- | --------- | --------------- |
| 800 mètres          | 2:03,66 s   | Szczecin  | 10 juin 2017    |
| 800 mètres en salle | 2:03,47 s   | Toruń     | 10 fevrier 2017 |
| 1 500 mètres        | 4:08,81 s   | Bydgoszcz | 2 juin 2017     |